# المحكمة الدستورية العليا (سوريا)
المحكمة الدستورية العليا هي هيئة قضائية مستقلة مقرها دمشق مكونة من أحد عشر عضواً أحدهم رئيس المحكمة يسميهم جميعاً رئيس الجمهورية تكون مدة العضوية أربع سنوات قابلة للتجديد اعتباراً من تاريخ أداء العضو للقسم الدستوري.

## اختصاصات المحكمة

### حسب الدستور
حدد الدستور اختصاصات المحكمة كما يلي:
1. الرقابة على دستورية القوانين والمراسيم التشريعية واللوائح والأنظمة.
2. إبداء الرأي بناء على طلب من رئيس الجمهورية في دستورية مشروعات القوانين والمراسيم التشريعية وقانونية مشروعات المراسيم.
3. الإشراف على انتخاب رئيس الجمهورية وتنظيم الإجراءات الخاصة بذلك.
4. النظر في الطعون الخاصة بصحة انتخاب رئيس الجمهورية وأعضاء مجلس الشعب والبت فيها.
5. محاكمة رئيس الجمهورية في حالة الخيانة العظمى.

### حسب القانون
إضافة للاختصاصات المذكورة في الدستور، يسمح الدستور بإضافة اختصاصات أخرى يقرها القانون، حيث نص المرسوم التشريعي رقم 35 لعام 2012 على اختصاصات أخرى هي:
1. قبول طلبات الترشح لرئاسة الجمهورية.
2. فحص طلبات الترشح لرئاسة الجمهورية والبت فيها.
3. الاشراف على انتخاب رئيس الجمهورية وتنظيم الاجراءات الخاصة بذلك.
4. النظر في الطعون المتعلقة بصحة انتخاب رئيس الجمهورية والبت فيها.
5. البت في طعن من لم يفز بعضوية مجلس الشعب والمتعلق بصحة انتخاب الأعضاء الفائزين.
6. دستورية القوانين قبل اصدارها بناء على طلب من رئيس الجمهورية أو خمس أعضاء مجلس الشعب.
7. دستورية المراسيم التشريعية بناء على طلب خمس أعضاء مجلس الشعب.
8. دستورية مشروعات القوانين والمراسيم التشريعية بناء على طلب رئيس الجمهورية.
9. قانونية مشروعات المراسيم بناء على طلب رئيس الجمهورية.
10. البت في الدفوع المحالة من المحاكم في معرض الطعن بالأحكام بعدم دستورية نص قانوني.